# Elecciones generales de Luxemburgo de 1979
Las elecciones generales se celebraron en Luxemburgo el domingo 10 de junio de 1979, el mismo día que las elecciones al parlamento europeo. El Partido Popular Social Cristiano siguió siendo el partido más grande, ganando 24 de los 59 escaños en la Cámara de Diputados. Después de pasar los cuatro años anteriores en la oposición, volvió al gobierno en coalición con el Partido Demócrata, dando como resultado el gobierno de Werner-Thorn.

## Resultados
| Partido                 | Partido                                | Votos     | %     | Escaños | +/-   |
| ----------------------- | -------------------------------------- | --------- | ----- | ------- | ----- |
|                         | Partido Popular Social Cristiano       | 1,049,390 | 34,51 | 24      | +6    |
|                         | Partido Socialista Obrero Luxemburgués | 737,863   | 24.26 | 14      | -3    |
|                         | Partido Democrático                    | 648,404   | 21.32 | 15      | +1    |
|                         | Partido Socialdemócrata                | 181,805   | 5.98  | 2       | -3    |
|                         | Partido Comunista de Luxemburgo        | 177,286   | 5.83  | 2       | -3    |
|                         | Enrôlés de Force                       | 135,360   | 4.45  | 1       | Nuevo |
|                         | Partido Socialista Independiente       | 66,909    | 2.20  | 1       | Nuevo |
|                         | Alternativ Lëscht - Wiert Iech         | 30,269    | 1.00  | 0       | Nuevo |
|                         | Partido Socialista Revolucionario      | 6,985     | 0.23  | 0       | 0     |
|                         | Partido Liberal                        | 6,133     | 0.20  | 0       | 0     |
|                         | Club de Independientes                 | 849       | 0.03  | 0       | Nuevo |
| Total                   | Total                                  | 3,041,253 | 100   | 59      | 0     |
|                         |                                        |           |       |         |       |
| Votos válidos           | Votos válidos                          | 175,808   | 93,06 |         |       |
| Nulos y blanco          | Nulos y blanco                         | 13,101    | 6,94  |         |       |
| Total Votantes          | Total Votantes                         | 188,909   | 100   |         |       |
| Electores/Participación | Electores/Participación                | 212,614   | 88,85 |         |       |
| Fuente:                 |                                        |           |       |         |       |